# Teruel
 Ovo je glavno značenje pojma Teruel. Za istoimenu pokrajinu pogledajte Teruel (pokrajina).
Teruel je grad u Španjolskoj, središte provincije Teruel, koja se nalazi u autonomnoj zajednici Aragoniji.
Grad ima 34.986 stanovnika (2006.). Grad se nalazi na zabačenoj planinskoj lokaciji i na nadmorskoj visini od 915 metara iznad morske razine. U gradu se nalazi i nekoliko lokacija koje je UNESCO stavio na popis svjetske baštine.